# ليني يانكو
ليني يانكو هو لاعب كرة قدم سويسري، ولد في 5 فبراير 2002 في زيورخ في سويسرا.

## وصلات خارجية
- ليني يانكو على موقع قاعدة بيانات كرة القدم.إي يو (الإنجليزية)
- ليني يانكو على موقع عالم كرة القدم.نت (الإنجليزية)